# BCA Marketplace
BCA Marketplace, (BCA), ist ein Auktionshaus für Gebrauchtwagen, das 1946 in England gegründet wurde.

## Überblick
Das Unternehmen beschäftigt europaweit über 2.200 Mitarbeiter und vermarktet jedes Jahr rund 1,4 Millionen Fahrzeuge in 6.500 Auktionen. BCA verfügt über gut 50 Standorte in 12 europäischen Ländern und gilt mit einem Umsatz von mehr als 6 Milliarden Euro im Jahr 2012 als Europas größter Fahrzeugvermarkter. Auf dem europäischen Festland ist Deutschland der stärkste Auktionsstandort mit acht Auktionszentren und 120.000 versteigerten Fahrzeugen 2012.
Bei BCA dürfen ausschließlich Gewerbetreibende Fahrzeuge verkaufen und ersteigern.

## Historie
Die Geschichte von BCA beginnt im klassischen Auktionsland England. In einem Zirkuszelt in Südengland fand vor 60 Jahren die erste Autoauktion statt. Die Auktion als innovativer Vertriebsweg im Automobilbereich war geboren. Aus den ersten Aktivitäten entstand zunächst die „Southern Counties Car Auctions“, die 1968 in ihren bis heute gültigen Namen „British Car Auctions“, kurz: BCA, umfirmiert wurde. 1989 betrat BCA mit dem Kauf des Auktionszentrums „Autoveiling“ bei Utrecht den kontinentaleuropäischen Markt. Drei Jahre später expandierte BCA durch Übernahme des führenden dänischen Auktionshauses „Auto Auktion Vejle“ und durch den Kauf des belgischen Marktführers „Nationale Autojeiling“. BCA Deutschland startete 1995. Die Zahl der Länder, in denen BCA vertreten ist, hat sich seitdem auf 12 erhöht. Heute ist BCA europäischer Marktführer in der Fahrzeugvermarktung.

## Auktionsarten

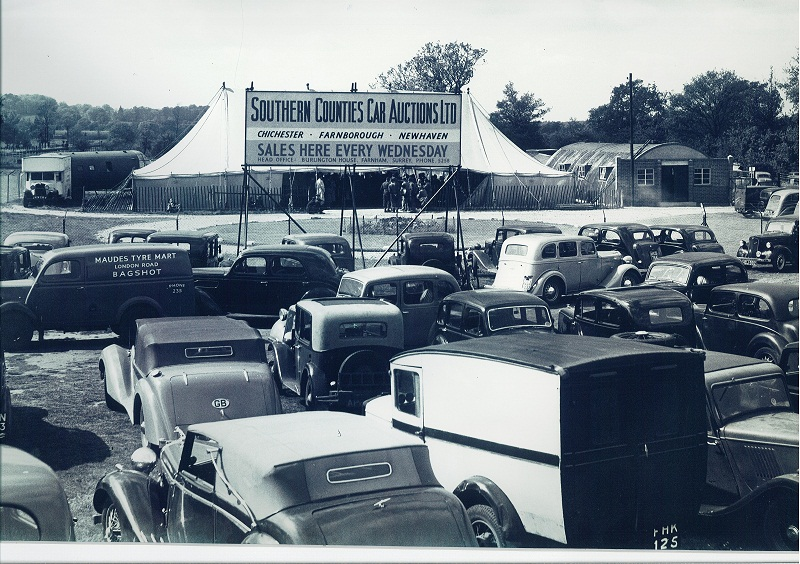
Erste BCA Versteigerung 1946 in England

### Vor-Ort-Auktionen/Physische Auktionen
BCA versteigert seine Fahrzeuge in klassischer physischer Form in deutschlandweit fünf BCA Zentren:
- BCA Neuss (Hauptverwaltung)
- BCA Dorfmark (HARTMANN Compound Professionals Germany GmbH)
- BCA Oberndorf-Bochingen
- BCA Berlin-Ost/Hoppegarten
- BCA Heidenheim

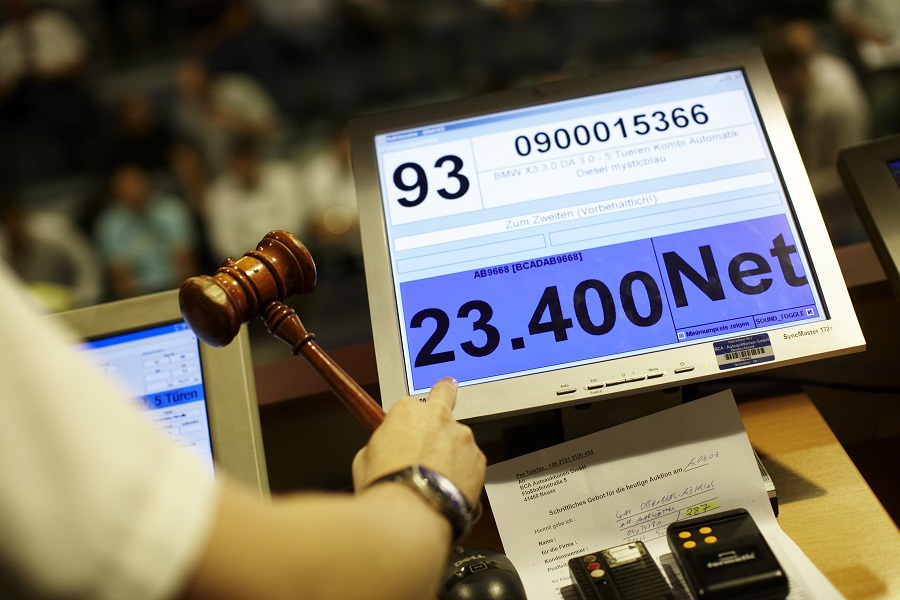
LiveOnline: Gleichzeitiges Bieten in der Auktionshalle und im Internet

Hinzu kommt der Offsite-Standort Wiedemar, der nur an Auktionstagen besetzt ist.
Im Schnitt wird bei BCA ein Fahrzeug physisch innerhalb von 45 Sekunden versteigert. Oftmals kommen im Laufe einer VorOrt-Auktion mehrere hundert Fahrzeuge unter den Hammer.

### BCA LiveOnline
Seit 2004 können Kunden auch online an physischen Auktionen teilnehmen; und zwar gleichberechtigt zu den Händlern vor Ort in der Auktionshalle.

### BCA Online
Es gibt auch reine Online-Auktionen. Besonderheit hierbei ist die so genannte „xBid-Phase“: Am Ende einer Auktion laufen alle Fahrzeuge noch einmal durch und es besteht die Möglichkeit, innerhalb eines i. d. R. 25 Sekunden langen Countdowns ein letztes Gebot abzugeben. Inzwischen verkauft BCA über die Hälfte aller Fahrzeuge „elektronisch“.

### BCA LiveBid
2012 führte BCA als erster Autovermarkter interaktive Online-Auktionen ein. Die Teilnehmer sind der Auktion online zugeschaltet und können über eine Chatfunktion direkt mit den Auktionatoren in Kontakt treten. BCA LiveBid ermöglicht eine besonders gezielte Fahrzeugvermarktung.
An einer BCA Auktion nehmen bis zu 600 Bieter teil – vor Ort und per BCA LiveOnline oder an einer reinen Online-Auktion.